# بخش پورنیا
بخش پورنیا (به انگلیسی: Purnia division) یک منطقهٔ مسکونی در هند است که در بیهار واقع شده‌است. بخش پورنیا ۱۰٬۰۰۹ کیلومتر مربع مساحت و ۱۰٬۸۳۷٬۶۱۷ نفر جمعیت دارد.